# Yusuf Sarı
Yusuf Sarı, né le 20 novembre 1998 à Martigues en France, est un footballeur international turc, qui possède aussi la nationalité française. Il joue au poste d'ailier au İstanbul Başakşehir.

## Biographie

### En club
Au cours de son passage dans les équipes de jeunes de l'Olympique de Marseille, Yusuf Sarı atteint la finale de la Coupe Gambardella en 2017.
Le 24 septembre 2017, il dispute son unique match en Ligue 1 face au Toulouse FC, en entrant en jeu dans le temps additionnel de la rencontre. Le 22 novembre 2017, il signe son premier contrat professionnel avec le club phocéen. En manque de temps de jeu en championnat, Yusuf Sarı profite de la Coupe de France pour engranger du temps de jeu avec l'équipe première. Il s'illustre en particulier en huitièmes de finale face à Bourg-en-Bresse Péronnas en provoquant un penalty et donnant une passe décisive à Kóstas Mítroglou.
Le 29 août 2018, Sarı est prêté pour une saison, sans option d'achat, au Clermont Foot 63 en Ligue 2. Après neuf apparitions dont une seule titularisation, il rentre à Marseille dès le mois de janvier 2019.
Le 18 juin 2019, il rejoint Trabzonspor. Il dispute son premier match européen le 15 août 2019 contre le Sparta Prague en qualifications à la Ligue Europa. Sarı ne dispute que deux rencontres de la phase de groupe que le club termine à la dernière place de son groupe. À l'issue de sa première saison, il remporte la Coupe de Turquie, son premier trophée. Yusuf Sarı remporte ensuite la Supercoupe de Turquie en janvier 2021 contre l'İstanbul Başakşehir. Moins d'un mois plus tard, il marque l'unique but de la rencontre de championnat face à cette même équipe, à la suite d'une course de 85 mètres balle au pied.
Le 12 janvier 2022, il quitte le Trabzonspor qui s'achemine vers le titre de champion de Turquie pour rallier le Çaykur Rizespor qui est en position de relégable.
Après la relégation du Rizespor en fin de saison, Sarı rejoint l'Adana Demirspor pour trois saisons le 31 mai 2022.

### En sélection
Le 23 mars 2018, Sarı dispute son premier match avec l'équipe de Turquie espoirs contre la Suède en qualifications à l'Euro espoirs 2019. 
Le 12 septembre 2023, Yusuf Sarı honore sa première sélection en équipe de Turquie face au Japon en amical. 
Son premier match officiel a lieu le 15 octobre 2023 contre la Lettonie en qualifications à l'Euro 2024. Au cours de ce match, Sarı donne une passe décisive à Kerem Aktürkoğlu sur le troisième but des siens. 
Le 18 novembre 2023, il marque son premier but avec la Turquie, sur penalty, qui permet la victoire contre l'Allemagne en match amical. 

## Palmarès
- Trabzonspor
  - Vainqueur du Championnat de Turquie en 2022
  - Vainqueur de la Coupe de Turquie en 2020
  - Vainqueur de la Supercoupe de Turquie en 2020

- Olympique de Marseille
  - Finaliste de la Coupe Gambardella en 2017